# Vashegyite
La vashegyite è un minerale.